# فرودگاه بین‌المللی اقبال لاهوری
فرودگاه بین‌المللی اقبال لاهوری (اردو: علامه اقبال بین الاقوامی هوائی اڈا) (یاتا: LHE، ایکائو: OPLA) یک فرودگاه همگانی است که یک باند فرود آسفالت دارد و طول باند آن ۲۹۰۰ متر است. این فرودگاه در شهر لاهور کشور پاکستان قرار دارد و در ارتفاع ۲۱۳ متری از سطح دریا واقع شده‌است.

## شرکت‌های هواپیمایی و مقصدهای پروازی

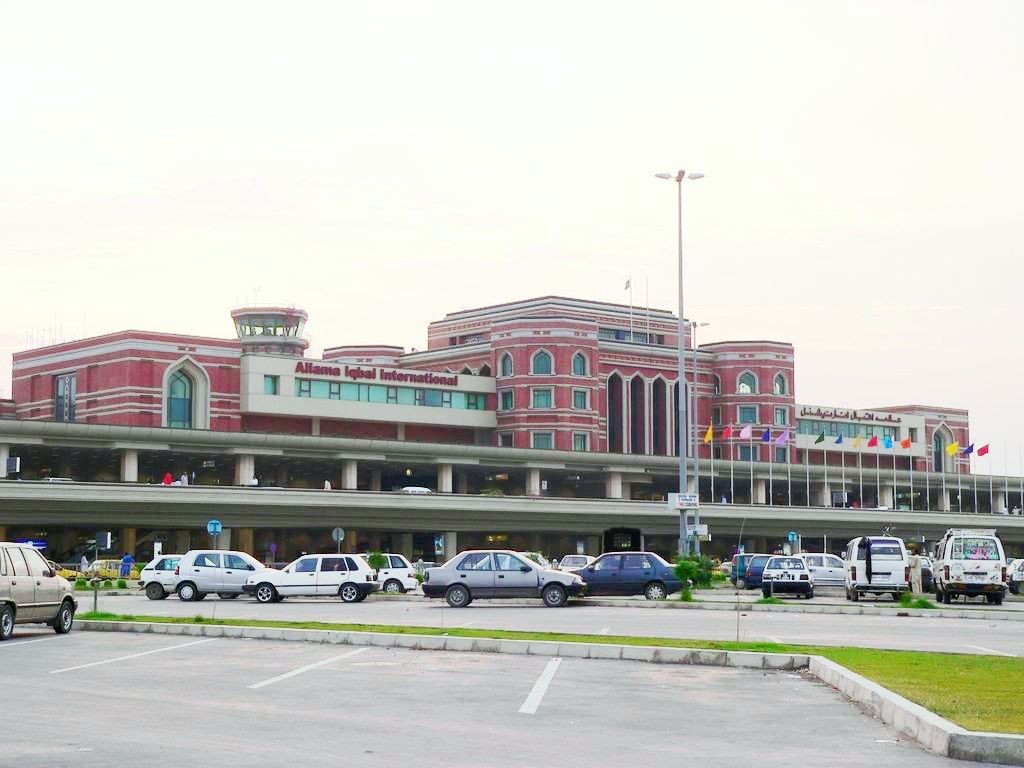
نمایی از فرودگاه بین‌المللی اقبال لاهوری

Allama Iqbal International Airport connects لاهور with many cities worldwide (including domestic destinations) by both passenger and cargo flights.

### مسافری
| شرکت‌های هواپیمایی           | مقصدهای پروازی |
| --------------------------- | --- |
| ایر عربیا                   | راس الخیمه |
| ایربلو                      | ابوظبی، ملک فهد، دوبی، ملک عبدالعزیز، جناح، شاهزاده محمد بن عبدالعزیز، مسقط، ملک خالد، شارجه، سیالکوت |
| هواپیمایی امارات            | دوبی |
| هواپیمایی اتحاد             | ابوظبی |
| گلف ایر                     | بحرین |
| کویت ایرویز                 | کویت |
| هواپیمایی ماهان             | شهید هاشمی‌نژاد مشهد |
| مالیندو ایر                 | کوالالامپور |
| عمان ایر                    | مسقط |
| هواپیمایی بین‌المللی پاکستان | ابوظبی، بارسلونا-ال پرات، پکن، کپنهاگ، ملک فهد، ایندیرا گاندی، حمد، دوبی، بینظیر بوتو، ملک عبدالعزیز، جناح، کوالالامپور، کویت، هیترو لندن، منچستر، شاهزاده محمد بن عبدالعزیز، میلانو مالپنسا، مولتان، مسقط، جان اف کندی، گاردرموئن اسلو، شارل دوگل پاریس، کویته، شیخ زاید، ملک خالد، صلاله، ناریتا، پیرسون تورنتو |
| هواپیمایی قطر               | حمد |
| هواپیمایی سعودی             | ملک خالد، ملک عبدالعزیز |
| Serene Air                  | جناح |
| شاهین ایر                   | ابوظبی، سووارنابومی، ملک فهد، دوبی، بایون گوآنگجو، ملک عبدالعزیز، جناح، کویت، مسقط، کویته، ملک خالد |
| سریلانکان ایرلاینز          | باندرانیکی |
| هواپیمایی تابان             | فصلی: شهید هاشمی‌نژاد مشهد |
| تای ایرویز اینترنشنال       | سووارنابومی |
| ترکیش ایرلاینز              | آتاترک |
| ازبکستان ایرویز             | تاشکند |

### باری
| شرکت‌های هواپیمایی             | مقصدهای پروازی                          |
| ----------------------------- | --------------------------------------- |
| DHL International Aviation ME | ابوظبی، بحرین                           |
| امارات اسکای‌کارگو             | آل مکتوم، هنگ کنگ                       |
| فیتس‌ایر                       | باندرانیکی                              |
| ماکسیموس ایر کارگو            | ابوظبی، دوبی                            |
| ام‌ان‌جی ایرلاینز               | ابوظبی، میدان هوایی بین‌المللی حامد کرزی |
| هواپیمایی قطر                 | باندرانیکی، حمد                         |
| Royal Airlines Cargo          | جناح                                    |
| Star Air Aviation             | جناح                                    |
| TCS Couriers                  | دوبی، بینظیر بوتو، جناح                 |
| ترکیش ایرلاینز                | سووارنابومی، آتاترک                     |